# Carl Philipp Wilhelm von Rango
Carl Philipp Wilhelm von Rango (* 8. Dezember 1764 in Kolberg; † 16. März 1827 in Minden) war ein preußischer Oberst und Kommandant der Festung Minden.

## Leben

### Herkunft
Er war ein Sohn des Johann Carl Friedrich von Rango (1725–1769) und dessen Ehefrau Henriette Sophie Wilhelmine, geborene von Münchow (1727–1806) aus dem Haus Tessin. Sein Vater war  Dekan des Domkapitels Kolberg sowie Erbherr auf Trieglaff. Das Gut geriet nach dem Tod des Vaters in Konkurs und wurde 1774 von Gotthilf Christian Curt von Mellin (1748–1800) ersteigert. Sein Bruder Friedrich Heinrich (1753–1828) starb als Postmeister in Aschersleben.

### Militärkarriere
Rango wurde im elterlichen Hause unterrichtet und besuchte das Kadettenhaus in Stolp und Berlin. Im Jahr 1780 kam er als Leibpage zum preußischen König Friedrich II. Er begleitete den König bis zu dessen Tod auch auf Reisen. Da er auf Wunsch des Königs lange Page geblieben war, versetzte dessen Nachfolger Friedrich Wilhelm II., den nun 22-jährigen am 27. Juni 1786 als Sekondeleutnant in das Infanterieregiment „Schwerin“. Am 15. November 1787 kam er dann als Regimentsadjutant in das Infanterieregiment „von Möllendorf“. Dort wurde er am  2. März 1796 Premierleutnant und kam 14. September 1797 in das Infanterieregiment „von Sanitz“. Hier avancierte Rango zum Stabskapitän und am 2. Oktober 1802 zum Kompaniechef. Der König verlieh ihm dazu die Präbende des St. Stephanstiftes in Magdeburg.
Im Vierten Koalitionskrieg kämpfte Rango in der Schlacht bei Jena. In einem Vorhutgefecht wurde ihm das Pferd erschossen und er konnte seinen Vorgesetzten Oberst Schimonsky unter dessen Pferd hervor ziehen, bevor beide sich nach heftiger Gegenwehr ergeben mussten. Sie kamen nach Erfurt und wurden von dort auf Ehrenwort entlassen. Rango wurde inaktiv gestellt, aber für seinen Mut am 5. März 1810 zum Major befördert. Im Vorfeld der Befreiungskriege kam er am 12. Januar 1813 in das Garnisons-Bataillon des 1. Westpreußischen Infanterie-Regiments. Von dort kam Rango am 1. Juli 1813 als Kommandeur in das 2. Lithauische Reserve-Füsilier-Bataillon. Bereits im ersten Gefecht bei Blankensee erhielt das Bataillon eine Belobigung und er das Eiserne Kreuz II. Klasse. Rango wurde bei der Schlacht bei Dennewitz schwer am Kopf verwundet, zudem erwarb er den Orden des Heiligen Wladimir IV. Klasse. Er erholte sich wieder und geriet im Gefecht an der Mulde bei Dessau bei der Verteidigung einer Brücke am 12. Oktober 1813 in Kriegsgefangenschaft. Er wurde nach Wittenberg gebracht, wo er nach dem Fall der Stadt im Januar 1814 wieder befreit wurde. Am 19. März 1814 wurde er dann Kommandeur des 4. Elbe-Landwehr-Regiments und kurz darauf am 19. April 1814 Kommandeur des 3. Elbe-Landwehr-Regiments. In der Schlacht bei Ligny befand er sich im Dorf Ligny sowie dem Dorf St. Amand. Dafür erhielt er den Orden der Heiligen Anna II. Klasse.
Bei Wavre deckte er den Rückzug am Wald von Wavre, wobei das Regiment ein Drittel seiner Stärke verlor. Er kämpfte dann bei Namur, Marienburg, Philippeville, Charlemont, Givet, Mezieres und Sedan sowie bei Belle Alliance, wo das Regiment bei Genappe die Kutsche Napoleons eroberte. Rango wurde am 19. Juni 1815 Oberstleutnant und 30. März 1818 Oberst. Er war vom 12. März 1820 bis zum 29. März 1823 Kommandeur des 27. Landwehr-Infanterie-Regiments. Anschließend schied er krankheitsbedingt aus dem aktiven Dienst und wurde inaktiv gestellt. Am 13. Oktober 1823 ernannte man ihn zum Kommandanten der Festung Minden, wo er am 16. März 1827 verstarb. Sein Grab auf dem Alten Friedhof in Minden ist erhalten.

### Familie
Rango heiratete 1791 Augustine von Leithold , die Ehe wurde aber wieder geschieden. Das Paar hatte mehrere Kinder, darunter:
- Wilhelm Carl Adolf (1792–1814)
- Friedrich Ludwig (1794–1861), Schriftsteller ⚭ Henriette Pauline von Krüger (1813–1868)

Nach der Scheidung ehelichte Range Wilhelmine von Wolffradt, die Tochter des Oberst der Artillerie Martin Bernhard von Wolffradt († 1800).